# Circuito di Brno
Il circuito di Brno (denominato ufficialmente circuito Masaryk dal nome del primo presidente cecoslovacco Tomáš Masaryk) è la sede storica del Gran Premio motociclistico della Repubblica Ceca ed è situato a Brno della Repubblica Ceca (1 km dall'uscita 182 dell'autostrada D1).

## Storia

L'evoluzione del circuito di Brno

Negli anni venti, seguendo gli esempi di altri circuiti europei particolarmente lunghi come il Nürburgring, fu realizzato il primo percorso su strade solitamente aperte al traffico, dalla lunghezza di 29,194 km, noto come Masarykův Okruh (Circuito Masaryk). Le prime edizioni della corsa, nell'allora Cecoslovacchia vennero disputate tra auto da corsa e vissero sui duelli di piloti come Tazio Nuvolari, Rudolf Caracciola e Luigi Villoresi.
Dopo la seconda guerra mondiale il percorso venne accorciato a 17,8 km e ne venne invertito il senso di percorrenza, passando da antiorario a orario, venendo ridenominato Brněnský Okruh (Circuito di Brno): nel 1949 vide la prima corsa del dopoguerra con la vittoria di una Ferrari a ruote scoperte.
Dal 1950 iniziarono anche le competizioni motociclistiche, pur non facendo ancora parte delle gare del motomondiale che giunse per la prima volta su questo tracciato solo nel 1965, dopo un'ulteriore modifica del percorso, accorciato un'altra volta a 13,9 km mediante l'esclusione della sezione di Žebětín.
La prima edizione del Gran Premio vide, nella classe 500, una doppietta della casa italiana MV Agusta con alla guida Mike Hailwood e Giacomo Agostini, mentre nella Classe 250 si impose Phil Read con la Yamaha e nella classe 125 una Suzuki.
Un'ulteriore ristrutturazione accorciò ancora il circuito a 10,9 km nel 1975 ma, a causa delle sempre più rigorose norme di sicurezza imposte ai circuiti, l'ultima gara del motomondiale vi si svolse nel 1982, mentre tra il 1983 e il 1986 vi corse il Campionato Europeo, nel 1984 il Mondiale TT F2 e ospitò prove dei campionati minori di motociclismo fino al 1986, soppiantato a partire dal 1987 dall'autodromo permanente appena completato, dopo che negli anni settanta erano già state avanzate proposte in tal senso.
Il primo decennio degli anni 2000 ha visto aumentare il numero di gare internazionali (vi si disputavano gare mondiali del Motomondiale, del campionato mondiale Superbike, del Campionato FIA GT, campionato del mondo turismo etc.) corse in questa pista, recentemente però il circuito è stato vittima di una grave crisi economica che ha portato alla cancellazione di molti eventi sportivi. Il campionato mondiale di Gran Turismo, Turismo, Superbike e MotoGP  hanno rispettivamente corso per l'ultima volta nel 2010, 2011, 2012 (con l'unica eccezione del 2018) e 2020.

## L'autodromo
Nel 1987 fu inaugurato il nuovo circuito permanente in un'area non troppo distante da quella originaria di cui è stata mantenuta quale ricordo l'area dei box. Il Motomondiale vi corre da allora regolarmente, con un'interruzione nel 1992.
Negli anni recenti vi si sono svolte prove, condotte da David Coulthard per valutare la possibilità di effettuare su questo circuito un Gran Premio di Formula 1 e l'8 ottobre 2006 ha ospitato una prova della serie automobilistica A1 Grand Prix.
Da un punto di vista tecnico è caratterizzato dalla presenza di un primo tornante (intitolato a František Šťastný) a destra, poi immediatamente dopo si ha una curva a sinistra che è seguita da un rettilineo di 500 m circa che comincia in leggera ascesa per poi finire in leggera discesa (formando così una gobbetta), poi si ha una chicane sinistra-destra, un rettilineo in discesa, una zona guidata caratterizzata da 5 curve (detta Stadion) di cui 3 a destra e 2 a sinistra, poi si ha un rettilineo in discesa a cui segue un tornante a destra (intitolato a Kevin Schwantz), qui il circuito comincia a salire per arrivare alla seconda chicane sinistra-destra, a cui segue un rettilineo in salita che termina con la curva a S finale (anch'essa sinistra-destra).
Nel 2008 è stato completamente riasfaltato.

## Caratteristiche del circuito
- lunghezza: 5.403 m
- curve a destra: 8
- curve a sinistra: 6
- rettilineo più lungo: 636 m
- larghezza pista: 15 m
- dislivello massimo: 73 m
- pendenza massima in ascesa: 7%
- pendenza massima in discesa: 5%